# 蒯良
蒯良（？—？），字子柔，東漢末年荊州南郡襄陽中廬人，荊州牧劉表麾下的重要謀士，被劉表譽為「雍季之論」。

## 生平

### 雍季之論
公元190年，劉表到荊州接任王睿荊州刺史的職務，正苦思平定荊州禍亂的計策。就於宜城請教蒯良、蒯越，就問道：「此時宗賊橫行，民眾不附，袁術在南陽又蠢蠢欲動，禍亂至今已經難以解決。我又希望在這裡徵兵，但怕民眾不願從軍，兩位有何對策？」
蒯良率先回答劉表的提問：「民眾不歸附的原因，是因為官員的仁愛不足；民眾依附而勢力不能興盛的原因，就是因為官員的義行不足；一旦仁義並行、雙管齊下，則民眾的歸附就如水向低流一樣。閣下又何必憂慮，而又去詢問徵兵的計策呢？」
其後蒯越卻不認同蒯良的說法，認為仁義之舉只合用於平世，而治理亂世則要使用權謀。後來劉表聽畢蒯越的計策後，大為欣賞，並以「臼犯之謀」來形容蒯越的優秀計策，但同時亦稱許蒯良為「雍季之論」，並任蒯良為主簿。
在平定荊州之後，蒯良之名就不再見於《三國志》中。

## 生卒身世爭議
因曹操接收荊州的降臣名單人物裡未出現蒯良名字在列，後世史學認為蒯良大約在公元208年前逝世。
但根據《世說新語》(注引《晉陽秋》)，蒯良曾任吏部尚書，並生有一子蒯鈞。而蒯鈞之女蒯氏，又嫁於孫權的侄孫孫秀為妻。
若從吏部尚書應屬尚書台隸下六部曹(又名六曹)尚書之一，蒯良可能甚早已響應曹操假以漢廷詔令入朝任官擔任吏部曹尚書一職，《世說新語》成書於魏晉南北朝時期，用詞習慣偏向成書時代的語文習慣。
又或者純粹史籍記載遺闕而失考。

## 演義的蒯良
在民間小說《三國演義》中，蒯良在孫劉的硯山之戰中幫助劉表反敗為勝。蒯良建議黃祖、呂公詐作撤退，退至峴山，然後設下埋伏。終於計策成功，黃祖射殺孫堅，解除了劉表新政權的危機；第三十四回時由其弟蒯越之口提到蒯良懂得相馬之術，並已於建安十二年（公元207年）前過世。

## 逸聞
根據《傅子》一書，蒯越乃是西漢初年的辯士蒯通之後裔。故以同理推之，蒯良亦然。

## 家庭

### 親族
- 蒯越，同族兄弟[來源請求]，亦為劉表帳下謀士。
- 蒯祺，族人，諸葛亮的大姐夫。

### 子嗣
- 蒯鈞，子，任南陽太守
- 蒯氏，孫女，為晉武帝司馬炎姨表妹，後嫁於孫秀為妻。

## 資料來源
- 陳壽《三國志·魏書·劉表傳》裴注司馬彪《戰略》
- 《世說新語·惑溺第三十五》注引《晉陽秋》
- 羅貫中《三國演義》